# Lewis McGugan
Lewis McGugan (Long Eaton, 25 oktober 1988) is een Engels voormalig betaald voetballer die doorgaans speelde als middenvelder. Tussen 2006 en 2018 was hij actief voor Nottingham Forest, Watford, Sheffield Wednesday en Northampton Town.

## Clubcarrière
McGugan speelde in de jeugdopleiding van Nottingham Forest. Op 13 januari 2007 mocht de middenvelder zijn debuut maken in het eerste elftal van de club. Op die dag werd met 1–0 gewonnen van Yeovil Town. McGugan mocht elf minuten voor het einde van de wedstrijd als invaller het veld betreden. Een kleine twee maanden later, op 3 maart, won Forest in eigen huis met 5–1 van Huddersfield Town. McGugan viel na twaalf minuten spelen in en vijf minuten later tekende hij voor de tweede treffer van de wedstrijd, in zijn derde competitiewedstrijd voor de club. Vanaf zijn tweede seizoen in het eerste elftal had McGugan een basisplaats. In 2008 wist Forest te promoveren naar het Championship. Ook na de promotie, behield de middenvelder zijn plaats in de basis. In het seizoen 2009/10 was hij vaak reserve en hij kwam tot achttien wedstrijden, vijftien minder dan het seizoen ervoor. Een jaar later vocht hij zich echter terug in de basis. Op 23 oktober 2010 scoorde hij met een vrije trap tegen Ipswich Town. Dit doelpunt zou later gekozen worden tot doelpunt van het seizoen in het Championship. In januari 2012 werd Wes Morgan verkocht aan Leicester City en door het vertrek van de verdediger was McGugan de langst dienende speler van de club.
In de zomer van 2013 verliet de middenvelder Nottingham Forest, na zeven jaar in het eerste elftal gespeeld te hebben. Op 2 juli ondertekende hij een contract voor drie seizoenen bij Watford. Op 3 augustus maakte McGugan zijn debuut voor zijn nieuwe club, toen door een doelpunt van Troy Deeney met 0–1 gewonnen op bezoek bij Birmingham City. Zijn eerste doelpunt maakte de Engelsman een week later, op 10 augustus, toen met 6–1 gewonnen werd van Bournemouth. Gabriele Angella maakte de eerste twee doelpunten voor Watford en Deeney scoorde ook drie keer. McGugan tekende in de zesenzestigste minuut voor de 4–1. Tijdens zijn eerste seizoen bij Watford, wist McGugan tien doelpunten te maken in vierendertig wedstrijden. Het seizoen erop speelde hij in de eerste drie maanden zes wedstrijden en daarna werd hij verhuurd aan Sheffield Wednesday. Voor die club maakte hij zijn debuut op 22 november 2014, toen met 0–0 gelijkgespeeld werd tegen Huddersfield Town. In zijn eerste seizoen in Sheffield maakte McGugan drie doelpunten. In de zomer van 2015 werd hij definitief overgenomen door Wednesday, dat hem een contract voor drie jaar liet ondertekenen. In het seizoen 2015/16 speelde de middenvelder hierop dertien competitiewedstrijden, waarin hij tot drie doelpunten wist te komen. Het jaar erop speelde hij helemaal niet en eind augustus 2017 besloten club en speler uit elkaar te gaan. Een maand later vond McGugan in Northampton Town een nieuwe werkgever. Bij die club, uitkomend in de League One, tekende hij een contract voor een half seizoen. Na afloop van deze verbintenis verliet hij Northampton. Hierop besloot hij een punt te zetten achter zijn actieve loopbaan.

## Clubstatistieken
| Seizoen | Club                | Competitie   | Competitie | Competitie | Beker | Beker | Internationaal | Internationaal | Totaal | Totaal |
| Seizoen | Club                | Competitie   | Wed.       | Dlp.       | Wed.  | Dlp.  | Wed.           | Dlp.           | Wed.   | Dlp.   |
| ------- | ------------------- | ------------ | ---------- | ---------- | ----- | ----- | -------------- | -------------- | ------ | ------ |
| 2006/07 | Nottingham Forest   | League One   | 15         | 2          | 3     | 0     | —              | —              | 18     | 2      |
| 2007/08 | Nottingham Forest   | League One   | 33         | 6          | 3     | 1     | —              | —              | 36     | 7      |
| 2008/09 | Nottingham Forest   | Championship | 32         | 5          | 3     | 0     | —              | —              | 35     | 5      |
| 2009/10 | Nottingham Forest   | Championship | 19         | 3          | 3     | 1     | —              | —              | 22     | 4      |
| 2010/11 | Nottingham Forest   | Championship | 42         | 13         | 3     | 0     | —              | —              | 45     | 13     |
| 2011/12 | Nottingham Forest   | Championship | 35         | 3          | 5     | 2     | —              | —              | 40     | 5      |
| 2012/13 | Nottingham Forest   | Championship | 30         | 8          | 2     | 0     | —              | —              | 32     | 8      |
| 2013/14 | Watford             | Championship | 34         | 10         | 3     | 1     | —              | —              | 37     | 11     |
| 2014/15 | Watford             | Championship | 6          | 0          | 1     | 0     | —              | —              | 7      | 0      |
| 2014/15 | Sheffield Wednesday | Championship | 22         | 3          | 0     | 0     | —              | —              | 22     | 3      |
| 2015/16 | Sheffield Wednesday | Championship | 13         | 3          | 3     | 1     | —              | —              | 16     | 4      |
| 2016/17 | Sheffield Wednesday | Championship | 0          | 0          | 0     | 0     | —              | —              | 0      | 0      |
| 2017/18 | Northampton Town    | League One   | 9          | 0          | 5     | 1     | —              | —              | 14     | 1      |
| Totaal  | Totaal              | Totaal       | 290        | 56         | 34    | 7     | 0              | 0              | 324    | 63     |